# Джим Торп (град)
Вижте пояснителната страница за други значения на Джим Торп.
Джим Торп (на английски: Jim Thorpe) е град в Пенсилвания, САЩ. Населението му е 4633 души (по приблизителна оценка от 2017 г.). Градът носи името на американския атлет Джим Торп, където е погребан.
Наименованието е прието при обединяването на двете малки градчета Мауч Чунк и Източен Мауч Чунк, след смъртта на олимпийския шампион през 1953 г., с надеждата да привлече вниманието на туристите и да помогне на местната икономика.